# Šambron
Šambron é um município da Eslováquia, situado no distrito de Stará Ľubovňa, na região de Prešov. Tem 17,16 km² de área e sua população em 2018 foi estimada em 378 habitantes.

## Demografia
| Ano:        | 1994 | 2004    | 2014   | 2024   |
| ----------- | ---- | ------- | ------ | ------ |
| Broj ljudi: | 480  | 429     | 394    | 358    |
| Razlika:    |      | -10,62% | -8,15% | -9,13% |

| Ano:               | 2023 | 2024   |
| ------------------ | ---- | ------ |
| Número de pessoas: | 369  | 358    |
| Diferença:         |      | -2,98% |